# Estação Capuchinos
A Estação Capuchinos é uma das estações do Metrô de Caracas, situada no município de Libertador, entre a Estação El Silencio, a Estação Maternidad e a Estação Teatros. Administrada pela C. A. Metro de Caracas, é uma das estações terminais da Linha 4, além de fazer parte da Linha 2.
Foi inaugurada em 6 de novembro de 1988. Localiza-se no cruzamento da Avenida San Martín com a Rua Real del Guarataro e a Avenida Sur 16. Atende a paróquia de San Juan.